# Crax alberti
L'hocco beccazzurro (Crax alberti Fraser, 1852) è un uccello galliforme della famiglia dei Cracidi endemico della Colombia settentrionale.

## Descrizione

### Dimensioni
Misura 82,5-92,5 cm di lunghezza.

### Aspetto
Come la maggior parte degli altri hocco, questo uccello presenta un piumaggio prevalentemente nero. A differenza dei suoi congeneri, ha la cera e le caruncole di colore blu, caratteristica alla quale la specie deve il nome comune. La parte superiore del becco, però, non presenta una vera e propria protuberanza; al massimo, in alcuni individui, la cera è solo leggermente rigonfia, creando una piccola sporgenza appena prominente. Il maschio presenta una livrea nera, fatta eccezione per la parte bassa del ventre, le sotto-caudali e la parte terminale delle rettrici, che sono bianche. Le piume del vertice, piegate in avanti, formano una sorta di cresta arruffata. Le zampe sono rosate. Nelle femmine, le piume della cresta sono assai fortemente barrate di bianco. Esse presentano inoltre delle sottili striature bianche sulle ali e sulla coda. Le femmine si distinguono principalmente dai loro partner per il ventre e le sotto-caudali di colore rosso. Sul versante settentrionale delle montagne di Santa Marta è stata osservata una forma striata, piuttosto rara, di femmine: queste ultime presentano delle barre bianche e nere sul petto e sulla parte alta del ventre e mostrano più bianco sulla cresta. Esiste inoltre una fase intermedia tra la fase normale rossa e la fase striata.

### Voce
Tra novembre e aprile, i maschi vengono più facilmente individuati grazie ai forti muggiti che emettono da un posto elevato. Le femmine sono meno comunicative, ma sempre in grado di produrre dei suoni simili a bassi brusii. Il richiamo completo è costituito da nove sillabe e può essere percepito solo a breve distanza. Quando viene udito da lontano (da 50 ad 80 metri), si sentono solo le prime cinque sillabe.

## Biologia
L'hocco beccazzurro è un uccello per lo più terrestre, che trascorre la maggior parte del tempo a nutrirsi a terra. È una specie gregaria che forma dei piccoli gruppi familiari di 4-5 individui. Tuttavia questo uccello può essere osservato anche da solo. L'hocco beccazzurro stabilisce dormitori comunitari sulle chiome degli alberi, ad altezze differenti. Questi luoghi di riposo in genere non sono molto lontani dai siti di foraggiamento e vengono occupati per diversi giorni di seguito. L'hocco beccazzurro scende regolarmente lungo le strade, dove fa bagni di polvere per pulire e disinfettare il suo piumaggio.

### Alimentazione
La sua dieta consiste principalmente di frutta, ma anche di altre sostanze vegetali, lombrichi, artropodi, rifiuti e, forse, anche di carogne. Inghiotte inoltre della sabbia, probabilmente per ricavare sali minerali o per facilitare la digestione.

### Riproduzione
Gli hocco beccazzurro si riproducono durante la stagione secca. La stagione di nidificazione ha luogo tra il mese di dicembre e il mese di marzo. Come la maggior parte dei cracidi, questi uccelli adottano una modalità di riproduzione monogama, ma ciò non impedisce ad alcuni maschi di avere 2 o 3 femmine. Il maschio si occupa della costruzione del nido, una piattaforma rudimentale fatta di liane e foderata all'interno con foglie. La covata comprende 2 o 3 uova che vengono covate dalla sola femmina per circa 32 giorni. Alla schiusa, i pulcini sono già completamente ricoperti di piume. Sono nidifughi e abbandonano il nido pochi giorni dopo la schiusa. Gli hocco producono una sola covata all'anno e solamente uno o due giovani raggiungono l'età dell'involo; il loro tasso di riproduzione è quindi particolarmente basso.

## Distribuzione e habitat
In passato l'hocco beccazzurro era diffuso nelle regioni settentrionali della Colombia. Oggi il suo areale si estende dalla Sierra Nevada de Santa Marta in direzione ovest fino alla valle del Sinù e in direzione sud fino alla valle media e inferiore del Magdalena. Questi uccelli vivono prevalentemente nelle province di Antioquia, di Córdoba e di Boyacá, dove si trovano tratti di foresta ancora relativamente estesi.
Gli hocco beccazzurro frequentano le foreste umide di pianura e di collina, nonché le pendici meno elevate delle montagne della zona tropicale. Questi uccelli possono spingersi fino a 1200 metri sul livello del mare, ma si trovano più comunemente sotto i 600 metri. Le zone frequentate dalla specie sono varie: essa è stata segnalata nel cuore delle foreste primarie, nelle zone di foresta secondaria e ai loro margini.

## Conservazione
L'hocco beccazzurro è il più minacciato di estinzione tra tutti i cracidi. In tutto il mondo, è una delle specie più a rischio. A causa delle sue grandi dimensioni, grosso modo equivalenti a quelle di un tacchino, questo hocco costituisce un ottimo bersaglio per i cacciatori. Inoltre, per sopravvivere, dipende strettamente dalle foreste primarie residue della valle del Magdalena e della costa caraibica. Tuttavia, il suo habitat è stato quasi completamente distrutto, e quel poco che ne rimane è frammentato e altamente minacciato, principalmente dall'abbattimento illegale degli alberi e dalle piantagioni di coca.
Tra il 2003 e il 2007, sono stati realizzati degli studi nei dipartimenti dove la specie sopravvive (Antioquia, Córdoba, Boyacá e Santander) con lo scopo di raccogliere dati sull'ecologia della specie, la sua densità di popolazione, le sue preferenze in materia di habitat, le minacce che gravano su di essa o la struttura della sua popolazione. Queste diverse analisi hanno portato alla creazione di una riserva ornitologica nella Serranía de las Quinchas, una catena montuosa nell'est della Colombia. Questa riserva, gradualmente estesa fino a 1200 ettari, consente a poco a poco la ripresa della specie. Oltre all'hocco beccazzurro, la riserva ospita anche altri cracidi, come il guan crestato (Penelope purpurascens), il ciacialaca minore (Ortalis motmot) e il guan dal bargiglio (Aburria aburri).